# Daimiel
Daimiel é um município da Espanha na província de Cidade Real, comunidade autónoma de Castela-Mancha. Tem 438,3 km² de área e em 2021 tinha 17 771 habitantes (densidade: 40,5 hab./km²).
Uma parte do Parque Nacional das Tablas de Daimiel situa-se no município. O parque é uma área húmida formada na confluência dos rios Guadiana e Cigüela, com um ecossistema único conhecida como ‘placa fluvial’.

## Demografia
| Variação demográfica do município entre 1991 e 2004 [carece de fontes?] | Variação demográfica do município entre 1991 e 2004 [carece de fontes?] | Variação demográfica do município entre 1991 e 2004 [carece de fontes?] | Variação demográfica do município entre 1991 e 2004 [carece de fontes?] |
| ----------------------------------------------------------------------- | ----------------------------------------------------------------------- | ----------------------------------------------------------------------- | ----------------------------------------------------------------------- |
| 1991                                                                    | 1996                                                                    | 2001                                                                    | 2004                                                                    |
| 16                                                                      | 16929                                                                   | 17095                                                                   | 17542                                                                   |